# Petnja
Petnja är ett vattendrag i Kroatien. Det ligger i den östra delen av landet, 170 km öster om huvudstaden Zagreb.